# U-3
U-3 je naziv več podmornic:
- U-3 - podmornica Kaiserliche Deutsche Marine
- U-3 - podmornica k.u.k Kriegsmarine
- U-3 - podmornica Kriegsmarine
- U-3 - podmornica Bundeswehra